# Zino
El zino es una partícula elemental hipotética supercompañera del bosón Z (responsable de la interacción nuclear débil). Se clasificaría como fermión, al ser supercompañera del bosón Z, según estipula la supersimetría. Tendría espín 1/2 y masa no nula. No ha sido detectado todavía. Hay esperanzas de que pueda ser detectado en el LHC, debido a la mayor potencia que tiene este en comparación a otros aceleradores actuales.